# 브로마진
브로마진(Bromazine, 판매명 암브로딜(Ambrodyl, Ambrodil)) 또는 브로디펜히드라민(bromodiphenhydramine)은 항히스타민제이자 항콜라민제이다. 이 약물은 디펜히드라민의 할로젠화 형태로 많은 측면에서 디펜히드라민보다 브로마진이 효과가 강하다. 다른 삼할로젠화 디펜히드라민 유도체는 연구에 이용하며, 클로로디펜하이드라민(chlorodiphenhydramine)은 훨씬 덜 일반적인 의약품이긴 하지만 이오도페니히드라민(iododiphenhydramine)와 함께 판매하고 있다.